# Zetkan
Zetkan – wieś w Chorwacji, w żupanii zagrzebskiej, w gminie Dubrava. W 2011 roku liczyła 223 mieszkańców.